# South Urals Scouts 2022
Questa voce raccoglie le informazioni riguardanti i South Urals Scouts nelle competizioni ufficiali della stagione 2022.

## Roster
| Roster dei South Urals Scouts (2022) |
| --- |
| Quarterback - Aleksandr Perežogin Running Back - Ėrik Altyngižin - Mohammed Khalil Wide Receiver - Pavel Zaborskij - Evgenij Ivanov - Nikita Sandirev - Maksim Sevrjukov - Kirill Smol'janinov - Dmitrij Tichomirov - 1 Kirill Važenin Tight End - Pavel Teslenko Offensive Linemen - Andrej Djačenko G - Boris Zanin G - Pëtr Zolotarëv G - Maksim Novikov OT - Jakov Ogarkov G - Viktor Pjatynin G - 67 Ajdar Gafarov G - 68 Aleksandr Kotovščikov G Defensive Linemen - Kirill Kirsanov DT - Jurij Kulikov DT - Nikita Maksimov DT - Dmitrij Stroganov DE - Rustam Šakirov DE - Ivan Šarcev Linebacker - Rim Bikžanov - Semën Okunev - Evgenij Rožin - Vadim Stennikov Defensive Back - Danila Zakirzjanov CB - Artem Košman FS - Sergej Satanin FS - Vladislav Sokolov CB - Vadim Čagočkin CB Special Team |

## EESL Pervaja Liga 2022

### Stagione regolare
| Čeljabinsk 21 maggio 2022, ore 11:00 2ª giornata | South Urals Scouts | 6 – 28 (0-14 0-7 0-7 6-0) referto | Perm Steel Tigers | Stadion SK Lokomotiv\| Arbitro: \| Abdullin \| |
| Arbitro:                                         | Abdullin           |                                   |                   |                                                |

| Ekaterinburg 4 giugno 2022, ore 12:00 3ª giornata | Ekaterinburg Ural Lightnings | 20 – 0 (0-0 12-0 0-0 8-0) referto | South Urals Scouts | Stadion Lokomotiv\| Arbitro: \| Japparov \| |
| Arbitro:                                          | Japparov                     |                                   |                    |                                             |

| Perm' 19 giugno 2022, ore 9:00 4ª giornata | Perm Steel Tigers | 56 – 7 (28-7 14-0 7-0 7-0) referto | South Urals Scouts | Stadion Gajva\| Arbitro: \| Abdullin \| |
| Arbitro:                                   | Abdullin          |                                    |                    |                                         |

| Čeljabinsk 2 luglio 2022, ore 13:00 5ª giornata | South Urals Scouts | 13 – 32 (7-6 0-0 6-12 0-14) referto | Ekaterinburg Ural Lightnings | SK Lokomotiv\| Arbitro: \| Japparov \| |
| Arbitro:                                        | Japparov           |                                     |                              |                                        |

## Statistiche di squadra
| Competizione      | %Vittorie | In casa | In casa | In casa | In casa | In casa | In casa | In trasferta | In trasferta | In trasferta | In trasferta | In trasferta | In trasferta | Totale | Totale | Totale | Totale | Totale | Totale |
| Competizione      | %Vittorie | G       | V       | N       | P       | Pf      | Ps      | G            | V            | N            | P            | Pf           | Ps           | G      | V      | N      | P      | Pf     | Ps     |
| ----------------- | --------- | ------- | ------- | ------- | ------- | ------- | ------- | ------------ | ------------ | ------------ | ------------ | ------------ | ------------ | ------ | ------ | ------ | ------ | ------ | ------ |
| Stagione regolare | .000      | 2       | 0       | 0       | 2       | 19      | 60      | 2            | 0            | 0            | 2            | 7            | 76           | 4      | 0      | 0      | 4      | 26     | 136    |
| Totale            | .000      | 2       | 0       | 0       | 2       | 19      | 60      | 2            | 0            | 0            | 2            | 7            | 76           | 4      | 0      | 0      | 4      | 26     | 136    |

## Statistiche personali

### Marcatori
| Giocatore    | Ruolo | TD rush | TD recv | TD int | TD p.ret | TD k.ret | TD oth | Xp1 | Xp2 | FG | Saf | Totale |
| ------------ | ----- | ------- | ------- | ------ | -------- | -------- | ------ | --- | --- | -- | --- | ------ |
| Perežogin    |       | 0       | 0       | 1      | 0        | 0        | 0      | 0   | 0   | 0  | 0   | 6      |
| Satanin      |       | 1       | 0       | 0      | 0        | 0        | 0      | 0   | 0   | 0  | 0   | 6      |
| Stennikov    |       | 0       | 1       | 0      | 0        | 0        | 0      | 0   | 0   | 0  | 0   | 6      |
| Važenin      |       | 0       | 1       | 0      | 0        | 0        | 0      | 0   | 0   | 0  | 0   | 6      |
| Smol'janinov |       | 1       | 0       | 0      | 0        | 0        | 0      | 2   | 0   | 0  | 0   | 2      |